# Бобан Дмитровић
Бобан Дмитровић (Краљево, 2. април 1972) је бивши српски фудбалер, а садашњи фудбалски тренер. Играо је у одбрани.

## Каријера
Дмитровић је прошао све категорије Слоге из Краљева а затим је прешао у екипу Рада. У иностранство одлази 1997. године и осам сезона игра у Аустрији, прво за ГАК из Граца, а потом и две сезоне за њиховог градског ривала, екипу Штурма. У Србију се вратио 2005. године и потписао за Борац из Чачка где проводи наредних шест година. Последњу сезону је одиграо у Слоги из Краљева.

## Репрезентација
- За сениорску репрезентацију Србије и Црне Горе је одиграо 13 утакмица.

Дебитовао је за репрезентацију када му је било 29 година, на утакмици против Русије (1—1). Свих 13 наступа забележио је док је репрезентацију са клупе предводио Дејан Савићевић.